# Мардарович Соломія Богданівна
Соломія Богданівна Мардарович (8 жовтня 1993, Коломия, Івано-Франківська область, Україна) — українська поетеса, акторка театру, журналістка, волонтерка, ведуча літературних подій. 
Авторка поетичних збірок "Граматика звуку" (2016) та "Коли я захотіла політати" (2020). Лауреатка Міжнародного літературного конкурсу «Коронація слова-2018» в номінації "Пісенна лірика" та Літературної премії імені Михайла Кучірки (2021).

## Життєпис
Народилася 8 жовтня 1993 року у місті Коломия в сім'ї лікарів. У 2010 р. закінчила Коломийський ліцей №4 імені Сергія Лисенка із золотою медаллю. Вже у школі робила перші поетичні спроби. 2010 року вступила до Навчально-наукового інституту права і психології Національної Академії Внутрішніх Справ на юридичний факультет. Здобувши ступінь бакалавра, в 2014 р. вступила на факультет міжнародних відносин до Університету ім. Марії Кюрі-Склодовської (Люблін, Польща). А за рік ще на журналістику і соціальну комунікацію. Здобула ступінь магістра.
Навчаючись у Польщі, дуже сильно сумувала за домівкою. Почала писати серйозніші вірші, в тому числі і польською. Цю поезію відзначили в кількох літературних конкурсах. Поетесу підтримав літератор Василь Рябий, який написав анотацію до першої збірки "Граматика звуку" (2016). До університетських часів належать також перші журналістські (студентська газета «Лідер») та акторські спроби.
Вже під час навчання у Києві на юридичному факультеті (перша освіта) Соломія Мардарович отримала подяку за активну участь в Союзі юристів України та вагомий особистий внесок у розбудову правової держави, зміцнення законності і правопорядку. Була учасницею студентських конференцій, присвячених проблемам різних галузей права.
Наразі працює в Україні та Польщі. Займається активною творчою, акторською та журналістською діяльністю.

## Поетична діяльність

Соломія Мардарович на фестивалі «Коронація слова 2018» у Колонній залі КМДА, 7 червня 2018

У 2016 р. вийшла друком перша збірка віршів «Граматика звуку» (м. Косів, видавництво «Писаний камінь»). Наступна збірка «Коли я захотіла політати» вийшла у 2020 р. (редактор Богдан Мельничук, художник Євген Удін). За неї Мардарович нагороджена літературною премією імені Михайла Кучірки (2021).
Соломія Мардарович є членкинею спілки літераторів «Суцвіття» в Коломиї. Дворазова дипломантка міжнародного літературного конкурсу романів, п’єс, кіносценаріїв, пісенної лірики та творів для дітей «Коронація слова». Лауреатка і призерка польських літературних конкурсів: «Swiętymi bądżcie», «Dom», «O Łaskę Miłosierdzia», «Droga do poznania», «Cisza pośród zgiełku» та інших. Посіла 3 місце у літературному конкурсі від літературної студії «Бистрінь імені Нестора Чира». Учасниця загальнопольських конкурсів декламації української поезії та прози у Любліні (Польща). Здобула 1 місце у Всеукраїнському дистанційному конкурсі мистецтв «В житті потрібно міряти» (2020). Цього ж року отримала 1 місце у Всеукраїнському конкурсі декоративно-ужиткового і образотворчого мистецтва «Я і мистецтво» у номінації «Авторська поезія». А наступного року взяла участь у семінарі творчої молоді від видавництва "Смолоскип", де її відзначили в номінації «Знахідка 2021».
Публікувалася в літературно-громадських журналах в Україні та Польщі: журнал «Дзвін», часопис «Буковинський журнал», видання «Німчич», журнал «Перевал», AKANT (Bydgosh, Польща), часопис «Літературний Тернопіль», літературна газета «Студія Тодося Осьмачки», альманахи «Sun City», «Водограй мрій», «Скіфія 2016 – Літо», «Скіфія 2015 – Осінь», «Скіфія 2016 – Весна», «Антологія сучасної новелістики та лірики України» та інші.
Соломія Мардарович провела цикл авторських вечорів поезії та прози: «Зимова ніч», весняна ніч «Шепіт», літня ніч «Феєрія», осіння ніч «Бурлеск» у Коломиї та Івано-Франківську. Брала участь в українських і міжнародних літературних фестивалях: фестиваль любовної лірики «Мовою серця», Всеукраїнський літературно-мистецький фестиваль «Біденко-Фест», фестиваль вуличних мистецтв “Арт-візія”, Міжнародне бієнале сучасного мистецтва «KOLOMYIA-ART» / «КОЛОМИЯ-АРТ» та інші.
Була співведучою на літературних вечорах «Протистояння поетес та поетів» від проекту «Знай наших» у Києві та на нічній сцені фестивалю «Ше.Фест» (Моринці, Черкаська область). Організаторка та ведуча літературно–музичного вечора «Незабуте слово на зламі століть: український етнос та сучасність» та шоу талантів «Play for the world» у Любліні (Польща).

Листівка серії «Коломия - моя мрія» з авторською поезією Соломії Мардарович, 2020

У липні 2020 Соломія Мардарович ініціювала та модерувала кінопосиденьки з командою "Дівчата творять" (діяльність команди спрямована на неформальну освіту жінок, мистецтво, арт-терапевтичні заняття). На цій зустрічі обговорювали запропонований до перегляду фільм. Кілька слів було сказано і про розвиток кіноіндустрії обраної країни. Поетеса планує такі зустрічі надалі двічі-тричі на місяць.
З 2020 року поетична сторінка авторки розміщена на сайті Малої сторінки. Мардарович створила YouTube-канал, де декламує свої та чужі поезії. Взяла участь у проектах «Коломия - моя мрія», «Твоя поетична листівка». Її вірш про рідне місто був розміщений на листівках від благодійного фонду «Коломия - наше місто». Писала для поетичних листівок до Дня матері та Великодня. Є учасницею проєкту «Live art project», в рамках якого пише вірші до картин. Наприклад, у Фортечній галереї "Бастіон" в Івано-Франківську 19 квітня 2021 року відбулася художня виставка «Family art travel», де полотна були доповнені авторськими віршами. Картину Галини Шевцової доповнила поезія "Політ" в рамках виставки «Feminity». 

## Акторська діяльність
На сцену Соломія Мардарович потрапила з 2017. Перші проби і затвердження відбулися в Польщі у фундації "Баніна" (Варшава). На перший кастинг не пішла, але вдало скористалась другою можливістю. Особливу роль у цьому театрі відіграло знайомство з режисером Бартломеєм Мерніком, який розкрив її як акторку. За три роки зіграла у трьох виставах за режисурою Мерніка: «Київ, Алеппо» (2017), «Київ, Дара» (2018) і моновиставі «Чужа» (2019). Цю моновиставу (драматургія - Катажина Мазур-Лейман, сценографія – Марія Піларчик) Мардарович грала і в рідній Коломиї. «Чужа» - це історія емігрантки, яка, отримавши фізичні і психологічні травми на Майдані під час Революції гідності, переїжджає до Польщі у пошуках кращої долі. Вистава акцентує на важливості дружби та піднімає питання стереоипів. Особливо емоційним та психологічно важливим є фрагмент подій на Майдані, коли героїня під кулями повідомляє про снайпера.
З моновиставою «Чужа» Мардарович виступала на українських та закордонних фестивалях:   
1. Фестиваль Pol’and’Rock  Festival (Woodstock Festival 2019) у Костшині-над-Одрою;
2. XX Міжнародний театральний фестиваль «Брама» у місті Голенюв, Польща;
3. IX Міжнародний Фестиваль «Театральна Карусель» у місті Лодзі, Польща;
4. XXIV Згерська Зустріч Малих Театрів у місті Згеж;
5. V Водзіславська ніч театрів;
6. Міжнародний театральний фестиваль–форум «Театрон» в Очакові (Миколаївська область, Україна);
7. VII Міжнародний фестиваль драматургії та витончених мистецтв у Коломиї[16].

Відзнакою таланту Мардарович стали диплом і грошова винагорода за відвагу і правду акторам вистави «Київ, Алеппо» на 9 Міжнародному Фестивалі «Театральна Карусель», що відбувся у Лодзі (Польща) 3 - 4 жовтня 2017 р.
Згодом Соломія Мардарович стала акторкою коломийського театру "Соломія". Наставницею та порадницею у професійному вдосконаленні, за її спогадами, стала художня керівниця театру Мар'яна Кодіна-Іванович, яка допомагала вишколити акторську майстерність.

## Ролі у театрі

### Фундація «Баніна» (Варшава, Польща)
| Рік  | Вистава              | Режисер                                      | Роль                            |
| ---- | -------------------- | -------------------------------------------- | ------------------------------- |
| 2017 | «Київ, Алеппо»       | Бартломей Мернік                             | Дівчинка Журналістка військовий |
| 2018 | «Київ, Дара»         | Бартломей Мернік                             | Дівчинка Журналістка військовий |
| 2019 | «Чужа» (моновистава) | Бартломей Мернік (за Катажиною Мазур-Лейман) | Емігрантка                      |

### Театр «Соломія» (Коломия, Україна)
| Рік  | Вистава                                                         | Режисер | Роль       |
| ---- | --------------------------------------------------------------- | --- | ---------- |
| 2018 | «Ворога Настаська»                                              | Оксана Стринадюк (режисер-постановник) Мирослава Воротняк (режисер з пластики)                                                                    | Тінь       |
| 2019 | «Обережно, незнайомець»                                         | Оксана Стринадюк (режисер-постановник) | Горошко    |
| 2019 | «Ляльки»                                                        | Любов Липовська Мар’яна Кодіна-Іванович (автор ідеї)                                                                                              | Романа     |
| 2019 | «Поцілунок Монро» (ескізна вистава за пєсою лауреата фестивалю) | Ольга Анненко (режисерка, авторка) | Констанція |
| 2020 | «Портретист Її Величності»                                      | Наталія Мостопалова–Гапчинська (режисер-постановник) Ольга Хілобок (сценографія) Мар’яна Кодіна – Іванович (музичне оформлення) Ігор Юзюк (автор) | Надія      |
| 2020 | «Що таке жінка» (романтична імпреза)                            | Оксана Стринадюк (режисер-постановник) Тетяна Іванович (поезія)                                                                                   | Мім        |

## Журналістика
Перші кроки у журналістиці Мардарович робила в студентській газеті «Лідер». Також писала до газети «Дзеркало», на медіа–ресурси «Глузд», «Український простір» та вдосконалювала журналістські навички, практикуючись на телеканалі «НТК» (Коломия) і ICTV (Київ). Наразі працює позаштатною кореспонденткою в газеті «Вільний голос» (Коломия). Є редакторкою програми «Поетичне одкровення». Членкиня спілки журналістів України.

## Волонтерська діяльність
Впродовж усього навчання, як у Києві, так і в Польщі, Соломія Мардарович активно займалася волонтерством. У Києві в рідному інституті очолювала один з відділів студентської ради, який займався підтримкою і роботою з ветеранами. Нагороджена подяками від Союзу ветеранів України. В Любліні (Польща) була членкинею Академії волонтерства і деякий час співпрацювала з організацією, яка займалася біженцями.

### Театр
- Як почувається українка в Польщі? [Архівовано 24 серпня 2020 у Wayback Machine.]
- „Solomija z Kołomyji” - Grażyna Preder [Архівовано 9 липня 2020 у Wayback Machine.]
- Фундація "Баніна" з Варшави представила у Коломиї моновиставу "Чужа" [Архівовано 9 липня 2020 у Wayback Machine.]
- Spektakl „Obca” w Zespole Szkół. [Архівовано 12 липня 2020 у Wayback Machine.]
- Posydeńki 08.09.2019 (posłuchaj audycji) [Архівовано 9 липня 2020 у Wayback Machine.]
- Poza bezpieczną przestrzeń. Festiwal "Teatralna Karuzela" [Архівовано 9 липня 2020 у Wayback Machine.]
- Міжнародний фестиваль драматургії та витончених мистецтв "АМПЛУА" відбувся у Коломиї. ФОТО [Архівовано 11 липня 2020 у Wayback Machine.]
- Відбувся VII-й Міжнародний фестиваль драматургії та витончених мистецтв «АМПЛУА» [Архівовано 9 липня 2020 у Wayback Machine.]
- Театр “Соломія” запрошує на онлайн зустріч з актрисою Соломією Мардарович. ВІДЕО [Архівовано 11 липня 2020 у Wayback Machine.]
- Портретист Її Величності | Вистава | Театр ... - Theatre.love [Архівовано 12 липня 2020 у Wayback Machine.]

### Поетична діяльність
- Письменники України [Архівовано 11 липня 2020 у Wayback Machine.]
- Театр “Соломія” запрошує на онлайн зустріч з актрисою Соломією Мардарович. ВІДЕО [Архівовано 13 липня 2020 у Wayback Machine.]
- Коронація слова-2018 [Архівовано 1 серпня 2020 у Wayback Machine.]

### Журналістика
- Фенікс української культури [Архівовано 11 липня 2020 у Wayback Machine.]
- Послання з минулого [Архівовано 9 липня 2020 у Wayback Machine.]
- Новини ГУРТа. Як студенти перетворили занедбану вежу в арт-кластер [Архівовано 11 липня 2020 у Wayback Machine.]
- Народ UA. Соломія Мардарович: «Щастя – це дім, де ти завжди малий» [Архівовано 13 липня 2020 у Wayback Machine.]